# Teatro Auditorio Buero Vallejo
El Teatro Auditorio Buero Vallejo es un teatro y auditorio público de Guadalajara (España). Fue construido entre 1998 y 2002 en el centro de la ciudad, junto al Campus Universitario, con un coste final de 9.738.316 €. Recibió el nombre de Buero Vallejo en homenaje al dramaturgo guadalajareño. Se estrenó con el ballet Poeta en Nueva York de Rafael Amargo, y a dicho acto acudió Carlos Buero, hijo del escritor.

## Descripción
El edificio ocupa un espacio de 9.320 m² que se dividen en cuatro zonas principales:
- Sala principal, con un aforo de 1.003 butacas —repartidos en un patio central o platea, dos anfiteatros laterales y un anfiteatro posterior—, un escenario de 465 m² y un foso para orquesta.
- Sala Tragaluz. Un salón de actos con 133 localidades.
- Sala polivalente para exposiciones temporales y otros actos de 188 m², ampliable por la adecuación del recibidor.
- Cabaret Café. Un restaurante y cafetería con escenario para actuaciones.

Además, en el recinto del teatro se encuentran las oficinas del Patronato Municipal de Cultura.